# Zgornja Pohanca
Zgornja Pohanca este o localitate din comuna Brežice, Slovenia, cu o populație de 101 locuitori.